# Bruno Gollnisch
Pour les articles homonymes, voir Gollnisch.
Bruno Gollnisch-Flourens, né le 28 janvier 1950 à Neuilly-sur-Seine, est un homme politique d'extrême droite, juriste français et un spécialiste du droit japonais.
Il est député français de 1986 à 1988 et député européen de 1989 à 2019. Secrétaire général, délégué général, puis vice-président du Front national, il dirige la campagne de Jean-Marie Le Pen lors de l'élection présidentielle de 2002.  Il est connu pour une affaire judiciaire et différents scandales liés à ses déclarations négationnistes sur la Shoah ainsi que sa proximité avec les milieux négationnistes.
En 2011, candidat à la présidence du Front national, il échoue contre Marine Le Pen. Il est depuis élu au conseil national du parti et est membre du bureau national.

## Biographie

### Origines

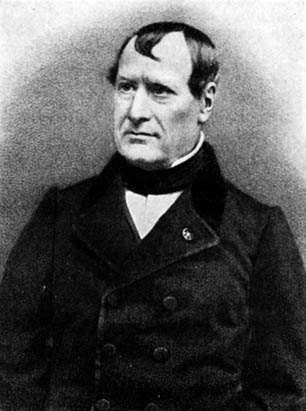
Pierre Flourens, trisaïeul de Bruno Gollnisch.

Fils aîné de Pierre Gollnisch, commissaire aux comptes, et de Geneviève Collier, Bruno Gollnisch est issu d'une lignée d'universitaires, d'hommes politiques, d'officiers et d'industriels originaire du nord-est de la France.
Il a notamment pour aïeux Edmond Gollnisch, maire de Sedan de 1873 à 1874 ; le physiologiste Pierre Flourens, professeur au Collège de France, député puis pair de France et académicien ; ou encore Émile Flourens, ministre des Affaires étrangères de la Troisième République,. Son arrière-grand-oncle Gustave Flourens fut l'un des chefs militaires de la Commune de Paris, épisode pendant lequel il trouve la mort, tué par un soldat versaillais. Il est aussi un neveu de Paul-Émile Viard, doyen de la faculté de droit et député d'Alger.
Il a une sœur, Catherine, et un frère cadet, Pascal, directeur de l'Œuvre d'Orient et chorévêque de l'Église catholique syriaque de Beyrouth.

### Jeunesse et études
Il passe son enfance en région parisienne. Il fait ses classes au collège Gerson, puis aux lycées Claude-Bernard et Janson-de-Sailly ; en parallèle, il est chef scout aux côtés de Jean-Louis Borloo. Il obtient son baccalauréat en 1967.
Il entre ensuite à l'université Paris-X-Nanterre, où il devient secrétaire de la Fédération nationale des étudiants de France et où il s'oppose aux événements de Mai 68,. Il obtient une licence en droit en 1970.
En 1971, il est diplômé de japonais à l'Institut national des langues et civilisations orientales (INALCO), puis, en 1973, de malais. La même année, en 1973, il obtient le diplôme (section Relations internationales) de l'Institut d'études politiques de Paris et un diplôme d'études approfondies en droit public à l'université Paris-II.

### Parcours professionnel

#### Marine nationale
Bruno Gollnisch sert de 1971 à 1973 dans la Marine nationale (où il côtoie Henri Proglio), comme officier de réserve interprète et du chiffre (ORIC).
Il est ensuite capitaine de frégate honoraire.

#### Universitaire
En 1974, après avoir obtenu une bourse du ministère des Affaires étrangères, il part au Japon comme attaché de recherche à la faculté de droit de l'université de Kyoto pour préparer une thèse de doctorat sur le droit japonais,. Il obtient ainsi un doctorat en droit international à l'université Paris-II. Il est ensuite lecteur, chargé du premier cours de droit des pays d'extrême-Orient à l'Institut de droit comparé de l'université Paris-II, et chargé du premier cours de droit du Japon à l'Institut national des langues et civilisations orientales.
Après avoir été déclaré admissible au concours d'agrégation de droit public, il est maître de conférences en droit public à l'université de Metz, de 1980 à 1981. L'université Jean-Moulin-Lyon-III souhaitant se doter d'une chaire de japonais, il devient, en 1981, professeur des universités de langue et civilisation japonaises dans cette université, où il enseigne jusqu'en 2005. Il y exerce la fonction de directeur d'UFR de 1982 à 1986, étant alors un des plus jeunes doyens de France.
En juin 1987, il signe un appel d'universitaires en faveur de la réforme du Code de la nationalité, lancé par Maurice Boudot, Michel Crouzet, Claude Polin, Claude Rousseau et Jacques Robichez.
Il a appartenu à l'Institut d'études indo-européennes, créé en 1981 par Jean Haudry et autodissous en octobre 1998.
À la suite de l'affaire dans laquelle il est accusé de négationnisme, le 3 mars 2005, la section disciplinaire du conseil d'administration de l'université suspend Bruno Gollnisch pour une durée de cinq ans et réduit de moitié son traitement. Le 19 mars 2008, le Conseil d'État rejette son recours contre la sanction disciplinaire. En juin 2009, la cour de cassation casse et annule la condamnation rendue par la cour d'appel. Cette relaxe au pénal s'accompagne de l'annulation de la procédure administrative rendue en 2005, tandis que l'État et l'université se renvoient la responsabilité de son indemnisation. Bruno Gollnisch reste néanmoins interdit d'enseignement pendant cinq ans en vertu d'une décision du Conseil national de l'enseignement supérieur et de la recherche de mai 2006. Il reprend ses cours à l'université Jean-Moulin-Lyon-III le 14 septembre 2011. Il obtient un départ à la retraite anticipé le 1er septembre 2012.

#### Avocat
Bruno Gollnisch a été avocat au barreau de Paris.

### Parcours politique

#### Débuts
En 1968, alors qu'il est étudiant en droit à Nanterre, il devient secrétaire de la Fédération nationale des étudiants de France (FNEF), et se lie avec Marie-France Charles et Roger Holeindre. Il est un habitué du restaurant de Roger Holeindre Le Bivouac du grognard, 87, rue Saint-Honoré, où il côtoie les futurs fondateurs du FN, dont Jean-Marie Le Pen.
En 1973, il adhère au Cercle renaissance, présidé par Michel de Rostolan.
Alors qu'il étudie au Japon, il vote en faveur de Jean-Marie Le Pen dès l'élection présidentielle de 1974,. Peu de temps après, il le rencontre à Montretout. De 1978 à 1980, il est l'assistant parlementaire de Jean-Louis Beaumont, député divers droite.

#### Ascension au Front national

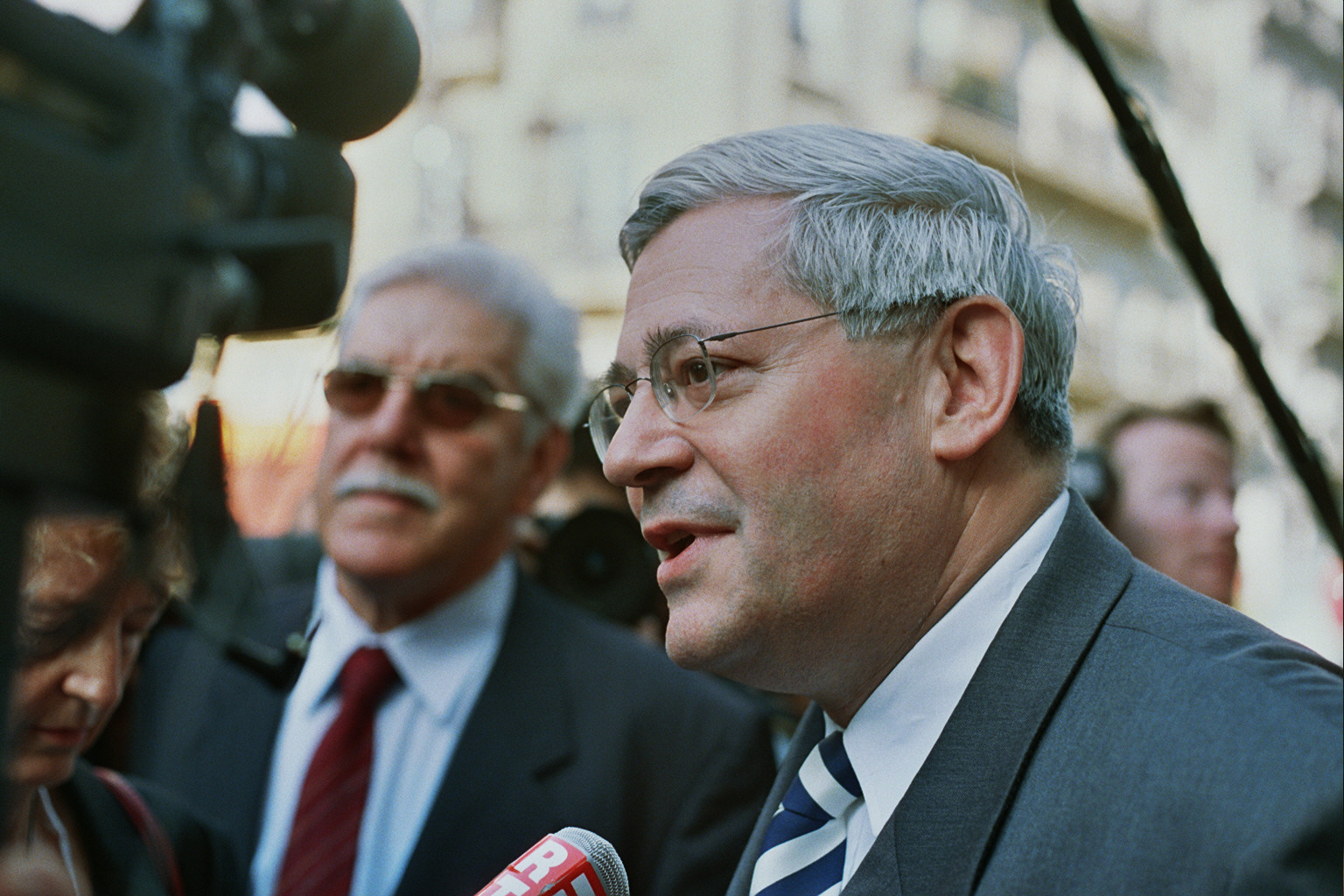
Bruno Gollnisch interviewé à Paris, le 1er mai 2005.

Il adhère au Front national en 1983. Il réfute la qualification d'extrême droite et considère appartenir à la « droite nationale ».
En janvier 1984, il accueille Jean-Marie Le Pen, en campagne à Lyon pour les élections européennes. Il décline l'offre de celui-ci d'être candidat en place éligible à ces élections, mais accepte de se présenter en 81e et dernière position sur sa liste, qui obtient 11 % des voix. Cette même année, il participe avec notamment Jean-Yves Le Gallou à la rédaction du programme du Front national, Pour la France,, tandis que Jean-Pierre Stirbois, secrétaire général du Front national, le nomme secrétaire départemental du Rhône.
Bruno Gollnisch organise les campagnes pour les élections européennes (1984), cantonales (1985), législatives (1986). Cette dernière année, il est élu au comité central lors du congrès de Lyon (il est ensuite constamment réélu), puis coopté au bureau politique (et constamment maintenu).
Il est élu député à l'issue des élections législatives de 1986, sa liste ayant obtenu plus de 13 % des suffrages dans le département du Rhône. Il fait partie des 35 députés Front national élus au scrutin proportionnel. Élu secrétaire de l'Assemblée nationale, il dénonce régulièrement l'absentéisme parlementaire, défend en séance une proposition visant à supprimer les privilèges fiscaux des députés. Il est membre de la commission des Affaires étrangères, qui l'envoie siéger à l'Assemblée générale des Nations unies, et rapporteur du budget de l'Aviation civile. Le gouvernement Chirac ayant restauré le scrutin uninominal majoritaire à deux tours, il est battu aux élections législatives de 1988.
L'année suivante, en juin 1989, il figure en troisième position sur la liste du Front national aux élections européennes, ce qui lui permet de devenir député européen, mandat pour lequel il est constamment réélu jusqu'à son retrait en 2019. Au Parlement européen, il est plusieurs années vice-président du groupe parlementaire franco-japonais et membre de la délégation chargée des relations avec ce pays.
À la fin des années 1990, il est membre du conseil scientifique du Front national.
En 1994, il est nommé vice-président du Front national et crée une délégation aux affaires internationales. En octobre 1996, il devient secrétaire général du FN en remplacement de Carl Lang. Lors des élections régionales de 1998, il est l'initiateur de la stratégie visant à faire élire plusieurs présidents de région de droite avec l'appui du FN ; les accords entre le FN et les majorité RPR-UDF de cinq régions entraînent un vif débat politique et médiatique. Resté fidèle à Jean-Marie Le Pen lors de la scission du parti en décembre 1998, il est nommé, le 22 novembre 1999, délégué général du Front national, à la suite de la suspension de Bruno Mégret ; il permute ses fonctions de secrétaire général avec Carl Lang, qui avait repris au pied levé la délégation générale en décembre 1998.
Lors de l'élection présidentielle de 2002, il dirige la campagne de Jean-Marie Le Pen. Celui-ci se qualifie pour le second tour, provoquant un retentissement international. Valérie Igounet relève que « 2002 confirme [...] la mise à l’écart médiatique de Bruno Gollnisch ».
En 2007, il préside le groupe de députés européens Identité, tradition, souveraineté (ITS), composé de députés souverainistes, français, roumains, belges, italiens, autrichiens, bulgares et britanniques, mais le groupe est dissous après le départ des députés roumains. En octobre 2009, il est à l'origine de la création de l'Alliance européenne des mouvements nationaux (AEMN), composée de nationalistes européens siégeant ou non dans l'hémicycle européen, dont le but est de proposer « une alternative au mondialisme » ; il préside l'AEMN jusqu'en 2013. En août 2010, il est le principal organisateur de la conférence internationale des organisations patriotiques, qui se déroule à Tokyo à l'invitation du mouvement patriotique japonais Issuikai, laquelle a un fort retentissement international.

#### Candidature face à Marine Le Pen

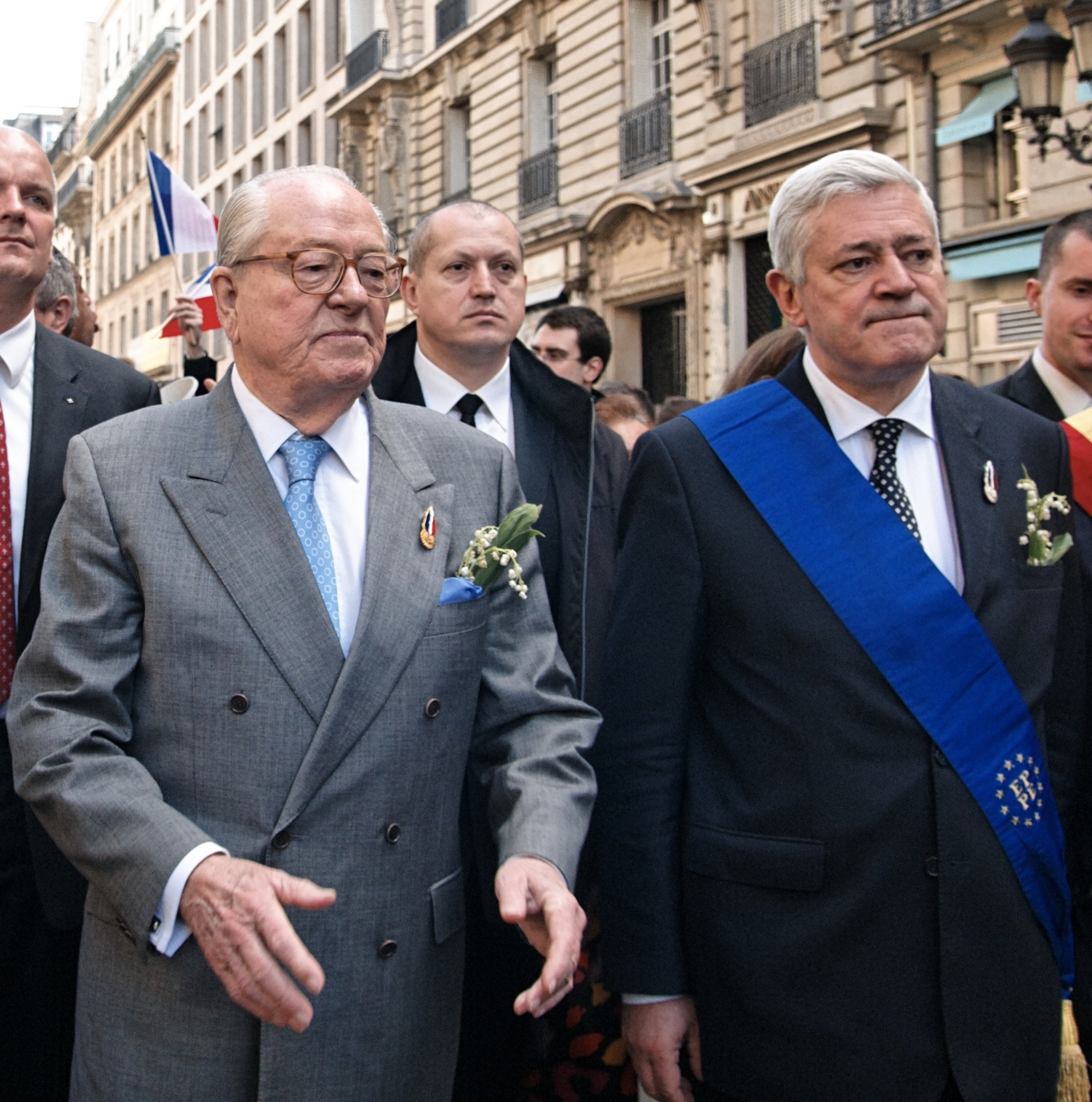
Bruno Gollnisch avec Jean-Marie Le Pen, lors de la manifestation du Front national en hommage à Jeanne d'Arc, le 1 mai 2010.

À l'occasion du congrès de Bordeaux de novembre 2007, Bruno Gollnisch arrive en tête du vote des adhérents du Front national pour le comité central du parti, avec 85,1 % des votes, devant Marine Le Pen (75,8 %). Il est alors nommé par Jean-Marie Le Pen à l'un des deux postes de vice-président exécutif du parti, l'autre étant occupé par Marine Le Pen. Mais avec la suppression de son poste de délégué général, il perd une partie de son pouvoir au sein de l'appareil du FN au profit de Marine Le Pen, favorisée par son père. Celle-ci est chargée des affaires intérieures (communication interne et externe, formation des cadres et des adhérents, propagande), alors que Bruno Gollnisch se voit attribuer les affaires européennes et internationales, qui comprennent essentiellement les relations avec les partis étrangers ainsi que la rédaction du programme du parti,.
En juillet 2008, il annonce sa candidature à la présidence du Front national,. Sa campagne est dirigée par Jacques Colombier et Bruno Subtil, tandis qu'Yvan Benedetti la coordonne. Longtemps perçu comme le successeur légitime de Jean-Marie Le Pen, il est lâché par celui-ci qui choisit de soutenir sa fille, expliquant que «le destin des dauphins était parfois de s'échouer».
Lors du congrès de Tours de janvier 2011, il perd le scrutin interne avec 32,35 % des suffrages contre 67,65 % pour Marine Le Pen,. Toutefois, le nouveau comité central est composé de 42 cadres qui le soutenaient sur les 100 candidats élus par les adhérents. Bruno Gollnisch accepte sa défaite « avec fair-play » et assure, lors de son discours prononcé au congrès, voir en Marine Le Pen la « candidate naturelle du parti pour 2012 ». Il refuse d'exercer la fonction de premier vice-président proposée par cette dernière, ainsi que d'intégrer à nouveau le bureau exécutif, souhaitant « laisser les coudées franches » à la nouvelle équipe. Il est incité par ses partisans à faire un coup d'éclat mais refuse, estimant que « celui qui le ferait n'hériterait que d'un champ de ruines ».  La plupart de ses soutiens rompent alors avec lui en lui reprochant de n’avoir pas suffisamment bataillé.

#### Affaiblissement de sa position au FN
Dans le cadre de la campagne pour l'élection présidentielle de 2012, Marine Le Pen le nomme conseiller aux souverainetés et à la renégociation des traités, ainsi que membre du bureau de campagne. Le 7 avril 2012, il introduit le meeting de la candidate au palais des congrès de Lyon en sa qualité de président du groupe FN au conseil régional de Rhône-Alpes. Durant l'entre-deux-tours de la présidentielle, il explique dans un entretien au Progrès qu'il « penche plutôt pour un vote Sarkozy » à la condition que ce dernier « désavoue ses lieutenants qui ont répondu qu'en cas de duel FN-PS aux législatives, ils choisiraient le candidat socialo-communiste ».
Candidat à Hyères lors des élections municipales de 2014, sa liste se place en troisième position au premier tour. Au second tour, avec 13,16 % des voix, Bruno Gollnisch s'incline face à Jean-Pierre Giran, tête de liste UMP, qui l'emporte avec 39,70 %, et Jacques Politi, le maire sortant divers droite, qui obtient 35,80 %, mais devance William Seemuller, le candidat de la gauche, crédité de 11,32 %. Il devient l'un des trois conseillers municipaux FN de la ville lors de l'installation du conseil municipal, le 5 avril suivant, mais renonce à son mandat dès le mois de juin.
Lors du congrès de Lyon, il est élu en 5e position au comité central du FN, résultat qu'Abel Mestre qualifie de « cache-misère : ses soutiens, comme Bruno Subtil et Jacques Colombier sont relégués dans les limbes. Résultat d'autant plus étonnant que M. Gollnisch a été le seul à diffuser une liste de candidats à soutenir au comité central. De plus, le comité central sortant comportait environ 45 % de pro-Gollnsich. La perte est rude. Les gollnischiens paient, en vérité, l'attentisme de leur leader, qui n'a jamais voulu se constituer en courant pour peser en interne ».
Bruno Gollnisch démissionne de son mandat de conseiller régional de Rhône-Alpes le 31 janvier 2015, après 28 ans de présence à l'assemblée régionale.
Il apporte son soutien à Jean-Marie Le Pen lors de son exclusion du Front national, en 2015, et fait savoir ses désaccords avec les positions prônées par Florian Philippot au sein du parti. Par solidarité avec Jean-Marie Le Pen, il refuse de siéger sur les bancs du groupe Europe des nations et des libertés (ENL), formé au Parlement européen par Marine Le Pen.
Le 1er mai 2016, contre l'avis de la direction du FN, il participe au rassemblement en hommage à Jeanne d'Arc organisé par Jean-Marie Le Pen, s'exposant ainsi à d'éventuelles sanctions. Après que le bureau politique du FN a adopté une motion lui demandant de quitter ses fonctions au sein des instances du parti, il remet sa démission à Marine Le Pen, qui la refuse dans un « souci de conciliation »,.
Il intègre, en novembre 2016, l'équipe de campagne de Marine Le Pen en vue de l'élection présidentielle de 2017, ce qui est perçu comme un retour en grâce au sein du parti. En janvier 2018, il est le seul membre du bureau politique élargi à s'abstenir sur les nouveaux statuts du FN, par fidélité à Jean-Marie Le Pen, dont la suppression de la fonction de président d'honneur est annoncée.
En mars 2018, lors du XVIe congrès du Front national, il est élu en 5e place par les adhérents au conseil national (ex-comité central), ce qui « montre qu’il représente toujours une tendance au sein du parti » selon L'Opinion. Il se dit « réservé » sur le changement de nom du FN, qui opte finalement pour « Rassemblement national » (RN).
En vue des élections européennes de 2019, après six mandats consécutifs de député européen, il refuse de figurer sur la liste du Rassemblement national (ex-FN), dont il souhaitait uniquement être tête de liste. Les médias soulignent alors que son absence sur la liste était souhaitée par Marine Le Pen.
Lors du congrès de Perpignan en 2021, il arrive en huitième position à l’élection du Conseil national du RN. Il est réélu en onzième position au Conseil national et reste membre du bureau national à l'issue du congrès de 2022.
Il rencontre Henry de Lesquen en novembre 2021, et commente en direct les résultats du premier tour de l'élection présidentielle de 2022 pour Égalité & Réconciliation, l'association antisémite d'Alain Soral.

### Prises de position et controverses

#### Positionnement
L'historien Nicolas Lebourg et le documentariste Joseph Beauregard soulignent qu'« au sein de l'appareil frontiste, il s'est comme naturellement appuyé sur les nationaux-catholiques, militants très actifs au sein du FN. Sa vision du monde et de l'histoire est celle d'une droite traditionaliste ». L'historienne Valérie Igounet relève que Bruno Gollnisch est « un des rares » cadres du FN qui demeurent favorables à l'abrogation de la loi Veil.

#### Sur la Seconde Guerre mondiale et les relations avec l'extrême droite
En 1987, avant le procès de Klaus Barbie, chef de la Gestapo de Lyon entre novembre 1942 et août 1944, Bruno Gollnisch dit comprendre le désir « légitime » des victimes de perpétuer le « souvenir de la guerre ». Mais il conteste un « procès spectacle » risquant de le détourner de sa « finalité », qui est de « juger un homme », alors même qu'on n'a pas « attendu le procès Barbie pour faire le procès du nazisme ».
La même année, il apporte son soutien à Jean-Marie Le Pen, critiqué pour avoir parlé des chambres à gaz comme d'un « point de détail de l'histoire de la Seconde Guerre mondiale ». Bruno Gollnisch affirme que l'« affaire du « point de détail » n’a fait aucun remous » dans les rangs du FN.
En mars 1990, Bruno Gollnisch invite à Lyon le député européen d'extrême droite et journaliste allemand Franz Schönhuber, ancien Waffen-SS, ancien président de l'Union des journalistes bavarois et alors président du parti nationaliste allemand Die Republikaner. Au cours de la visite, Franz Schönhuber affirme ne s'être jamais vanté d'avoir été Waffen SS, mais assure qu'il n'en avait « pas honte », en ajoutant : « J'avais alors dix-huit ans et j'ai eu le passé normal de 90 % des Allemands. Je répète, comme je l'ai fait mille fois, que, pour moi, le régime nazi était un régime criminel. ». Il exprime également son respect pour les « vrais résistants français ». Cette visite provoque la réaction de plusieurs centaines de jeunes juifs lors d'une manifestation organisée par le Conseil représentatif des institutions juives de France, soutenue notamment par le Parti communiste français,.
Le 5 juillet 1991, Bruno Gollnisch demande, lors d'une intervention devant le conseil régional de Rhône-Alpes, « le respect de la liberté d'expression pour les enseignants qui exercent un regard critique sur l'histoire de la Seconde Guerre mondiale ». Les élus socialistes et communistes, interprétant cette déclaration comme une défense du révisionnisme, quittent la salle en signe de protestation, et le président du conseil régional, Charles Millon, coupe le son du micro utilisé par Bruno Gollnisch.
Dans une lettre adressée en février 1994 au quotidien Le Monde en réponse à un journaliste le décrivant comme intéressé par le révisionnisme, Bruno Gollnisch fait la mise au point suivante : « En réalité, je suis intéressé par l'Histoire en général, du paléolithique à nos jours, et pas particulièrement par tel ou tel aspect du drame concentrationnaire, au sujet duquel les opinions des spécialistes varient dans le temps comme dans l'espace. Toutes les victimes de ce drame ont droit à mon respect, de quelque façon qu'elles soient mortes. Et je m'honore de côtoyer au Front national plusieurs survivants. »
En mai 1999, en parallèle à Jean-Marie Le Pen, il répond dans Faits et Documents à un courrier que leur avait adressé Robert Faurisson publiquement.
Au cours d'une conférence de presse en octobre 2004, Bruno Gollnisch, répondant à des journalistes sur les résultats d'une enquête diligentée par Jack Lang sur les liens entre l'université Jean-Moulin-Lyon-III, le révisionnisme et l'extrême droite, tient des propos fortement médiatisés et négationnistes ou légitimant le négationnisme de la Shoah,,,. Alors qu'il avait été condamné en correctionnelle en 2007 et en appel en 2008, la chambre criminelle de la Cour de cassation casse sans renvoi, le 23 juin 2009, l'arrêt de la cour d'appel de Lyon le condamnant à trois mois de prison avec sursis et à une amende ; la Cour considère que « les propos retenus dans la citation, qui renferment des énonciations contradictoires, ne permettent pas de caractériser à la charge du prévenu le délit de contestation d'un ou plusieurs crimes contre l'humanité ».
Début 2012, des extraits de sa correspondance privée avec Robert Faurisson datant de 2009 sont publiés sur internet par un groupe intitulé « Antifanonymous »,. En octobre 2018, après la mort de Faurisson, il déclare que celui-ci a été « persécuté judiciairement » — ce qui lui vaut d'être recadré par Marine Le Pen.
En novembre 2021, il est reçu par Henry de Lesquen. D'après StreetPress, Bruno Gollnisch est un ami de Dieudonné. Le site note également que Gollnisch a commenté pour le site d'Alain Soral Égalité et Réconciliation les résultats du premier tour de l'élection présidentielle française de 2022.
Lui-même nie appartenir à l'extrême droite et se présente comme de la « droite nationale ». Il lui est arrivé d'aller déposer une gerbe au pied de l'Arc de Triomphe en hommage aux morts de la manifestation antiparlementaire du 6 février 1934 à Paris.

#### Sur le régime de l'apartheid
En 1987, Bruno Gollnisch fait un voyage en Afrique du Sud, avec deux autres députés FN (Jean-Pierre Schénardi, Jean-Pierre Stirbois), trois députés UDF et trois députés RPR, membres du groupe d'amitié France-Afrique du Sud. Ils défendent le régime en place et Bruno Gollnisch déclare qu'ils n'ont pas vu beaucoup de leaders noirs. Pour Le Monde, ces propos en font « les nouveaux ambassadeurs d’un pays où l’apartheid n’« existe plus ».

#### Sur l'islam
Le 3 octobre 2008, Bruno Gollnisch avait apporté son soutien à un policier des renseignements généraux sanctionné pour avoir demandé par courrier aux agents de la collectivité, d'une part les « origines religieuses autres que chrétiennes » et d'autre part s'ils avaient demandé des aménagements d'horaires pour la pratique de leur religion. Son communiqué de presse dénonçait « l'invasion de notre patrie et la destruction de notre culture et de nos valeurs » par l'islam. La Licra avait déposé plainte pour incitation à la haine raciale.

#### Politique étrangère
En mai 2014, il est reçu à la Douma d'État russe en tant que président de l'Alliance européenne des mouvements nationaux. Sur son blog, il évoque la Russie comme un modèle, et loue Vladimir Poutine pour son « patriotisme intransigeant ».

#### Assistants parlementaires du FN au Parlement européen
Dans le cadre de l'affaire des assistants parlementaires du Front national au Parlement européen, Bruno Gollnisch est mis en examen le 6 juillet 2018 pour « abus de confiance » concernant l'emploi présumé fictif de deux assistants parlementaires entre 2005 et 2015.
Le 22 septembre 2023, le parquet de Paris requiert un procès contre le Rassemblement national et 27 personnes liées au parti, dont Bruno Gollnisch. L'audience sur l’organisation du procès pour détournement de fonds publics et complicité qui a lieu le 27 mars 2024 précise les dates des débats au fond qui doivent se dérouler du 30 septembre au 27 novembre 2024,.
Le 13 novembre 2024, le parquet requiert contre Bruno Gollnisch 3 ans de prison dont 2 ans avec sursis, 200 000 euros d’amende et 5 ans d’inéligibilité avec exécution provisoire. Le jugement est rendu le 31 mars 2025. Il est condamné à 3 ans de prison dont un an ferme, à purger sous bracelet électronique à domicile, 50 000 euros et 5 ans d'inéligibilité avec exécution provisoire. Le jour même, il annonce faire appel. 

### Vie privée
Bruno Gollnisch est marié depuis le 24 octobre 1981 à Setsuko Takeuchi, une Japonaise rencontrée en France et devenue française par la suite. Ils ont trois enfants : Cordélia, avocate, Alexis, officier de marine, et Claire. En 2007, en même temps que leur père, les enfants obtiennent de changer leur nom en Gollnisch-Flourens.
Son épouse meurt le 16 juillet 2022 et la messe de funérailles se tient le 21 juillet à Montfort-l'Amaury.

## Synthèse des résultats électoraux

### Élections législatives
| Année | Parti        | Parti | Circonscription | 1er tour | 1er tour | 1er tour | 2d tour               | 2d tour               | 2d tour               | Issue |
| Année | Parti        | Parti | Circonscription | Voix     | %        | Rang     | Voix                  | %                     | Rang                  | Issue |
| ----- | ------------ | ----- | --------------- | -------- | -------- | -------- | --------------------- | --------------------- | --------------------- | ----- |
| 1986  |              | FN    | Rhône           | 84 739   | 13,28    | 4e       | Scrutin proportionnel | Scrutin proportionnel | Scrutin proportionnel | Élu   |
| 1988  | 13e du Rhône | FN    | 9 406           | 21,26    | 3e       | 6 924    | 14,83                 | 3e                    | Battu                 |       |
| 1993  | 13e du Rhône | FN    | 12 355          | 24,55    | 1er      | 14 983   | 28,45                 | 3e                    | Battu                 |       |
| 1997  | 13e du Rhône | FN    | 14 603          | 28,65    | 2e       | 14 733   | 26,55                 | 3e                    | Battu                 |       |
| 2002  | 13e du Rhône | FN    | 11 956          | 23,23    | 2e       | 10 186   | 21,29                 | 3e                    | Battu                 |       |
| 2007  | 13e du Rhône | FN    | 3 533           | 6,95     | 3e       |          |                       |                       | Battu                 |       |

### Élections européennes
Les résultats ci-dessous concernent uniquement les élections où il est tête de liste.
| Année | Parti   | Parti | Circonscription | Voix    | %     | Rang  | Sièges obtenus |
| ----- | ------- | ----- | --------------- | ------- | ----- | ----- | -------------- |
| 2004  |         | FN    | Est             | 270 852 | 12,17 | 4e    | 1 / 10         |
| 2009  | 164 672 | FN    | Est             | 7,57    | 5e    | 1 / 9 |                |

### Élections régionales
Les résultats ci-dessous concernent uniquement les élections où il est tête de liste.
| Année | Parti   | Parti | Région      | 1er tour | 1er tour | 1er tour | 2d tour | 2d tour | 2d tour  | Sièges obtenus |
| Année | Parti   | Parti | Région      | Voix     | %        | Rang     | Voix    | %       | Rang     | Sièges obtenus |
| ----- | ------- | ----- | ----------- | -------- | -------- | -------- | ------- | ------- | -------- | -------------- |
| 2004  |         | FN    | Rhône-Alpes | 389 565  | 18,21    | 3e       | 355 864 | 15,28   | 3e       | 18 / 157       |
| 2010  | 239 330 | FN    | Rhône-Alpes | 14,00    | 4e       | 298 281  | 15,23   | 3e      | 17 / 157 |                |

### Élections municipales
Les résultats ci-dessous concernent uniquement les élections où il est tête de liste.
| Année | Liste         | Liste | Commune | 1er tour | 1er tour | 1er tour | 2d tour | 2d tour | 2d tour | Sièges obtenus |
| Année | Liste         | Liste | Commune | Voix     | %        | Rang     | Voix    | %       | Rang    | Sièges obtenus |
| ----- | ------------- | ----- | ------- | -------- | -------- | -------- | ------- | ------- | ------- | -------------- |
| 1995  |               | FN    | Lyon 3e | 3 815    | 16,48    | 4e       | 4 023   | 17,83   | 1er     | 1 / 12         |
| 1995  | Ville de Lyon | FN    | 20 322  | 15,20    | 4e       | 21 209   | 16,06   | 3e      | 2 / 73  |                |

## Détail des mandats et fonctions

### Mandats parlementaires
- 2 avril 1986 – 14 mai 1988 : député français, élu dans le département du Rhône
- 25 juillet 1989 – 19 juillet 2004 : député européen
- 20 juillet 2004 – 30 juin 2014 : député européen, élu dans la circonscription Est
- 1er juillet 2014 – 1er juillet 2019 : député européen, élu dans la circonscription Sud-Est

### Mandats locaux
- 16 mars 1986 – 31 janvier 2015 : conseiller régional de Rhône-Alpes et président du groupe Front national au conseil régional de Rhône-Alpes
- 25 juin 1995 – 30 mars 2014 : conseiller municipal de Lyon, élu dans le 8e arrondissement
- 5 avril – 16 juin 2014 : conseiller municipal d'Hyères (Var)

## Ouvrages
- Une âme pour la France : pour en finir avec le génocide culturel, Paris, Albatros, 1985.
- Avec Richard Haddad, La réaction, c'est la vie ! : entretiens avec Richard Haddad, Paris, Godefroy de Bouillon, 2003, 187 p. (BNF 39946905).
- Avec Émilie Vanière (pseudonyme), Une volonté, un idéal, Lyon, Société nationale d’édition et de propagande, 2010, 281 p. (ISBN 978-2-919733-00-2).

## Dans la fiction
Dans le roman de politique-fiction de Frédéric Deslauriers (2011), Les Deux-Cents jours de Marine Le Pen, où Marine Le Pen gagne l'élection présidentielle de 2012, Bruno Gollnisch devient ministre de la Défense et des Anciens combattants. Dans le roman de Michel Wieviorka, Le séisme. Marine Le Pen présidente (2016), avec un scénario similaire pour 2017, il devient ministre des Affaires européennes.